# The Blue, The First Memories: 미니앨범
Blue, The First Memories
소녀시대 티파니와 수영 피처링 참여!
90년대 최고의 인기를 구가했던 남성 듀오 더 블루(The Blue)가 14년 만에 팬들 곁으로 돌아왔다. 더 블루는 오는 14일, 미니앨범 ‘The Blue, The First Memories’를 전격 발매하고 오랜만에 음악활동을 재개하였다.
지난 1995년 발표한 더 블루 2집 앨범 이후 각자의 영역에서 활발한 활동을 펼쳐온 김민종과 손지창은 팬들의 변함없는 성원과 요청으로 지난 추억을 함께 되새기고자 의기투합하여 앨범을 준비하게 되었다.
미니앨범에는 타이틀곡 ‘그대와 함께’를 비롯해 ‘너만을 느끼며’, ‘친구를 위해’, ‘Endless Love’ 등 새롭게 편곡된 더 블루의 히트곡들과 신나는 락 비트의 신곡 ‘질러’까지 총 5곡을 담아, 한층 세련된 더 블루의 음악을 만날 수 있었다.
아티스트	더 블루(The Blue)
유형	EP(미니)
장르	댄스/팝
스타일	댄스 팝
발매일	2009.05.14
유통사	카카오엔터테인먼트
기획사	SM ENTERTAINMENT
재생 시간	18:52
- 1 그대와 함께[타이틀곡]

- 2 너만을 느끼며 (feat. 티파니 & 수영)

- 3 친구를 위해

- 4 Endless Love

- 5 질러